# ماری فرانس بویر
ماری فرانس بویر (فرانسوی: Marie-France Boyer‎؛ زادهٔ ۲۲ مارس ۱۹۳۸ ) هنرپیشه ، خواننده، نویسنده، و بازیگر سینما اهل فرانسه است. او نویسنده بسیاری از کتاب‌های غیرداستانی بین‌المللی بوده که در فرانسه چاپ شده است.  وی از سال ۱۹۵۹ تا ۱۹۷۶ در بیش از ده‌ها فیلم و چندین مجموعه تلویزیونی ظاهر شد.
ماری در طول دوران بازیگری خود به عنوان بازیگر زن با کارگردانان زیادی، از جمله آنری ورنوی، انیس واردا، ریکاردو فردا و ژیل گرانژی همکاری کرد.